# Gauliga Oberschlesien
Die Gauliga Oberschlesien war eine der obersten deutschen Fußballligen in der Zeit des Nationalsozialismus. Sie wurde 1941 zusammen mit der Gauliga Niederschlesien als Nachfolgerin der Gauliga Schlesien eingeführt.

## Geschichte
Nachdem die Meisterschaft 1940/41 der Gauliga Schlesien kriegsbedingt abgebrochen worden war, entschied das Fachamt Fußball, neben anderen Gauligen auch die Gauliga Schlesien zu unterteilen. Dies hatte vorwiegend logistische Gründe, kriegsbedingt herrschte Treibstoffknappheit und Mangel an Transportmöglichkeiten, so dass längere Auswärtsfahrten zusehends schwieriger zu Organisieren waren. Aus diesem Grund wurde der Gau Schlesien in die Gauliga Oberschlesien und die Gauliga Niederschlesien unterteilt. Im Fußballgau Oberschlesien spielten alle Vereine aus den Bezirk Oberschlesien der ehemaligen Gauliga Schlesien, ohne Mannschaften aus Ohlau und Brieg, die in den Gaubereich Niederschlesien wechselten.
In der Gauliga Oberschlesien spielten 10 Mannschaften im Rundenturnier um den Titel. Der Gaumeister war für die Endrunde um die deutsche Fußballmeisterschaft qualifiziert. Die Spielzeit 1944/45 begann am 26. November 1944 mit 10 Mannschaften in der Gauklasse und 26 in der Kreisklasse, musste aber kriegsbedingt vorzeitig abgebrochen werden. Letzter Spieltag war der 14. Januar 1945, Tabellenführer war der 1. FC Kattowitz. Mit Ende des Zweiten Weltkrieges und der Annexion Oberschlesiens endete auch das Bestehen der Gauliga. Die deutschen Vereine wurden aufgelöst.
Trainer der Auswahlmannschaft der Gauliga wurde Kurt Otto, der 1933 mit dem FC Schalke 04 deutscher Vizemeister geworden war und von 1935 bis 1937 die polnische Fußballnationalmannschaft trainiert hatte. Für die Auswahlmannschaft, die am Reichsbundpokal teilnahm, traten einige frühere polnische Nationalspieler an, darunter Ewald Dytko, Erwin Nytz, Teodor Peterek, Ryszard Piec, Wilhelm Piec, Ernst Willimowski, Gerard Wodarz und Georg Wostal. Ein Teil dieser Spitzenspieler musste sich im Sommer 1945 wegen „Kollaboration“ mit den Deutschen vor der stalinistischen polnischen Geheimpolizei UB verantworten. Doch konnte die Mehrheit von ihnen sehr bald an den Spielen der wiedergegründeten polnischen Ligen teilnehmen.

## Meister der Gauliga Oberschlesien 1942–1944

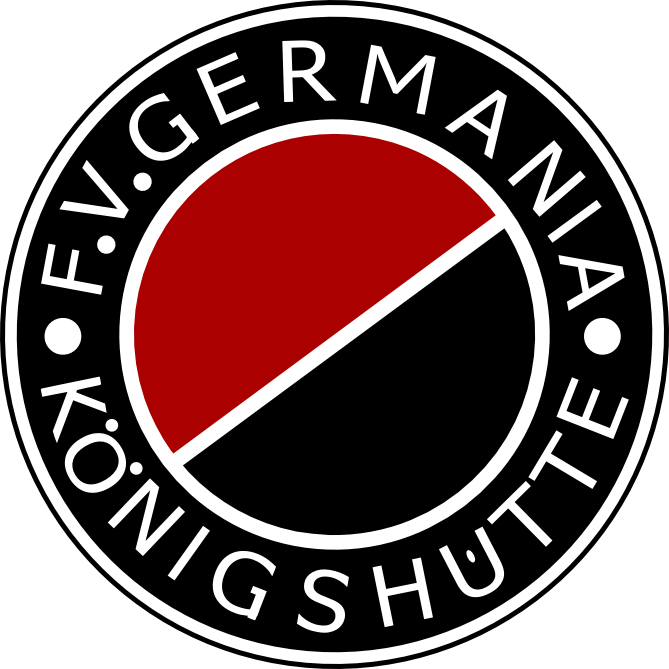
FV Germania Königshütte – Oberschlesischer Rekordmeister

| Saison  | Meister Gauliga Oberschlesien | Abschneiden deutsche Meisterschaft | Deutscher Meister         |
| ------- | ----------------------------- | ---------------------------------- | ------------------------- |
| 1941/42 | FV Germania Königshütte       | Achtelfinale                       | FC Schalke 04             |
| 1942/43 | FV Germania Königshütte       | 1. Runde                           | Dresdner SC               |
| 1943/44 | FV Germania Königshütte       | 1. Runde                           | Dresdner SC               |
| 1944/45 | kriegsbedingt abgebrochen     | kriegsbedingt abgebrochen          | kriegsbedingt abgebrochen |

## Ligasystem
Unter der Gauliga Oberschlesien war die 1. Klasse Oberschlesien angeordnet. Diese war in der Saison 1941/42 in vier Abteilungen unterteilt, deren Gruppensieger in einer Aufstiegsrunde die zwei Aufsteiger zur Gauliga ausspielten. Ab der darauf folgenden Spielzeit wurde die 1. Klasse in acht Abteilungen aufgeteilt.

## Ewige Tabelle
Berücksichtigt sind alle Gruppen- und Entscheidungsspiele der Gauliga Oberschlesien zwischen den Spielzeiten 1941/42 und 1943/44. Die abgebrochene Spielzeit 1944/45 ist nicht berücksichtigt. Die Tabelle richtet sich nach der damals üblichen Zweipunkteregel.
| Pl. | Verein                             | Jahre | Sp. | S  | U  | N  | T+  | T-  | Diff. | Punkte | Ø-Pkt. | Titel | Spielzeiten nach Kalenderjahren |
| --- | ---------------------------------- | ----- | --- | -- | -- | -- | --- | --- | ----- | ------ | ------ | ----- | ------------------------------- |
| 1.  | FV Germania Königshütte            | 3     | 54  | 40 | 5  | 9  | 198 | 72  | +126  | 85:23  | 1,57   | 3     | 1941–44                         |
| 2.  | Bismarckhütter SV 99               | 3     | 54  | 29 | 10 | 15 | 151 | 86  | +65   | 68:40  | 1,26   | -     | 1941–44                         |
| 3.  | TuS Lipine                         | 3     | 54  | 30 | 6  | 18 | 171 | 107 | +64   | 66:42  | 1,22   | -     | 1941–44                         |
| 4.  | SpVgg Vorwärts-Rasensport Gleiwitz | 3     | 52  | 26 | 3  | 23 | 106 | 96  | +10   | 55:49  | 1,06   | -     | 1941–44                         |
| 5.  | Beuthener SuSV 09                  | 3     | 52  | 22 | 1  | 29 | 102 | 155 | −53   | 45:59  | 0,87   | -     | 1941–44                         |
| 6.  | TuS Schwientochlowitz              | 3     | 52  | 19 | 5  | 28 | 77  | 145 | −68   | 43:61  | 0,83   | -     | 1941–44                         |
| 7.  | 1. FC Kattowitz                    | 3     | 52  | 20 | 1  | 31 | 99  | 160 | −61   | 41:63  | 0,79   | -     | 1941–44                         |
| 8.  | WSG Sportfreunde Knurow            | 2     | 34  | 16 | 3  | 15 | 101 | 61  | +40   | 35:33  | 1,03   | -     | 1942–44                         |
| 9.  | TuS Hindenburg 09                  | 2     | 34  | 9  | 4  | 21 | 67  | 130 | −63   | 22:46  | 0,65   | -     | 1941–43                         |
| 10. | SC Preußen Hindenburg              | 2     | 36  | 9  | 4  | 23 | 57  | 82  | −25   | 22:50  | 0,61   | -     | 1941/42, 1943/44                |
| 11. | Reichsbahn SG Kattowitz            | 1     | 18  | 7  | 3  | 8  | 41  | 47  | −6    | 17:19  | 0,94   | -     | 1943/44                         |
| 12. | Reichsbahn SG Myslowitz            | 1     | 18  | 5  | 1  | 12 | 27  | 56  | −29   | 11:25  | 0,61   | -     | 1941/42                         |
| 13. | LSV Adler Tarnowitz A              | 1     | 0   | 0  | 0  | 0  | 0   | 0   | ±0    | 0:0    | 0      | -     | 1942/43                         |